# Şahan
Şahan ist als Variante von Şahin ein türkischer männlicher Vorname und Familienname persischer Herkunft mit der Bedeutung „Bussard“. Die weibliche Form ist Şahane.

## Namensträger

### Vorname
- Şahan Gökbakar (* 1980), türkischer Komiker

### Familienname
- Çağatay Şahan (* 1979), türkischer Fußballschiedsrichter
- Mehmet Şahan (* 1958), türkischer Fußballspieler und -trainer
- Olcay Şahan (* 1987), türkischer Fußballspieler
- Yasin Şahan (* 1985), türkischer Fußballspieler